# Ірене Гонсалес
Ірене Гонсалес (ісп. Irene González, 23 липня 1996) — іспанська ватерполістка.
Призерка Олімпійських Ігор 2020 року.
Призерка Чемпіонату світу з водних видів спорту 2019 року.